# Lerntherapie
Lerntherapie ist eine spezielle pädagogisch-psychologische Förderung für Menschen mit Lern- und Leistungsstörungen. Je nach Ausbildung und persönlicher Neigung integriert der Lerntherapeut Elemente aus der Gesprächs-, Verhaltens- und Gestalttherapie, der Heilpädagogik, Ergotherapie und Kinesiologie, speziellen Lernprogrammen sowie Methoden, die sich gezielt in diagnostisch begründeten, themenzentrierten Arbeitsdialogen auf die Auseinandersetzung mit den zu erlernenden Inhalten konzentrieren. Universitäre Studiengänge betonen „fachliche und fachdidaktische Kompetenzen bezogen auf Schriftspracherwerb und Mathematik“ und verbinden sie „mit der Entwicklung und […] dabei auftretenden Hindernissen beim Lernen“, wegen der „Bedeutung familiärer und schulischer Sozialisation und der sozialen und emotionalen Situation der Betroffenen.“ Die Vielfalt der Vorgehensweisen orientiert sich an den Lernvoraussetzungen des Kindes, seinen Bedürfnissen, Schwierigkeiten und Stärken sowie an den gesetzten Zielen. Basis sind eine umfassende Diagnostik und die fachdidaktischen Kompetenzen. Da Lerntherapie vom allgemeinen Ansatz her eine sehr individuelle Lehr- und Lernform ist, findet sie vor allem in Einzelförderung oder in Kleinstgruppen statt.

## Methoden und Ansätze
Viele der Methoden und Ansätze sind nicht miteinander kombinierbar und schließen sich gegenseitig aus – je nach theoretischer und methodischer Orientierung des Instituts oder der Therapiepraxis. Eltern und Lehrer tragen die Verantwortung dafür, sich genau darüber zu informieren und abzuwägen, welche Lerntherapie für ein bestimmtes Kind und für die besondere Lernproblematik in Frage kommt.

## Unterschied zur Nachhilfe
Wenn Lernschwierigkeiten auffallen, findet eine erste Förderung in der Schule in Gruppen statt. Zusätzlich wird häufig Nachhilfe angeboten. Sie eignet sich für Schüler mit Wissenslücken in einzelnen Fächern, hervorgerufen durch versäumten Unterricht, eine „faule Phase“ oder einen Wechsel in eine leistungsstärkere Klasse.
Lerntherapie ist eine außerschulische Förderung für Schüler, die grundlegende Schwierigkeiten im Lesen, Schreiben, Rechnen oder der Konzentration haben, oder die unter AD(H)S leiden. Bei ihnen ist ein Grundverständnis nachweislich nicht oder nur unzureichend vorhanden und kann nur langsam aufgebaut werden. Es gibt u. U. das Phänomen, z. B. bei Dyskalkulie oder bei der Legasthenie, dass Kinder zwar gute Noten erreichen, trotzdem aber keinerlei inhaltliches Verständnis für den Stoff entwickeln. Eine Nachhilfe müsste in solchen Fällen bei jedem neuen Thema ganz von vorn beginnen, ohne tragfähige Grundlagen unterstellen zu können. Eine lerntherapeutische Förderung schafft im Unterschied zur Nachhilfe grundlegende inhaltliche und psychische Voraussetzungen für einen Neuanfang im Lernen. Lerntherapie beruht auf einer fachkundigen, individuellen Diagnostik, die die besonderen Schwierigkeiten des Kindes aufgreift, um daran zu arbeiten. Sie macht sich nicht vom aktuellen Schulstoff abhängig, kooperiert aber mit den Lehrkräften. Psychoneurotische Sekundärproblematiken und soziale Integrationsprobleme müssen in der Lerntherapie – insbesondere in ihrem speziellen Zusammenhang zur Lernproblematik – mitberücksichtigt und mit aufgearbeitet werden. So sind beispielsweise 40 bis 60 Prozent der Schüler mit LRS mit starken psychischen Problemen belastet. Nur Methoden, die auf die Individualität und die speziellen – auch auf die über das reine Stoffverständnis hinausgehenden – Probleme des einzelnen Klienten abgestimmt sind, können im Unterschied zu Nachhilfe, die sich überwiegend am Schulstoff orientiert, als lerntherapeutisch betrachtet werden.

## Kostenübernahme in besonderen Fällen
Wenn ein Kind an einer chronischen Lernstörung leidet und zugleich seelische Behinderung und soziale Isolation drohen oder bereits eingetreten sind, kann auf Antrag eine Lerntherapie über das Jugendamt finanziert werden (§35a SGB VIII). Die Regelungen sind in Deutschland je Bundesland und sogar innerhalb der Bundesländer stark vom jeweiligen Jugendamt (und Bearbeiter) abhängig. Diese bestimmen, welche Untersuchungen zum Zweck der Antragsbearbeitung durchgeführt werden müssen. Ebenso setzen sie maximale Stundensätze für die Therapie fest und weisen die Eltern gegebenenfalls an pädagogische Hilfen weiter. Beim Vorliegen der gesetzlichen Voraussetzungen besteht ein gesetzlicher Anspruch auf die finanzielle Förderung über das jeweilige Jugendamt. Krankenkassen haben schon seit 1998 pädagogische Maßnahmen wie Lerntherapien aus ihren Katalogen gestrichen.
Eine Kostenerstattung durch die örtlichen Jugendämter ist in der Regel nur bei bestimmten und dem Jugendamt bekannten Therapeuten möglich. In der Regel verfügen die Ämter über entsprechende Adressen und geben diese an die Antragsteller weiter. Die Rechtmäßigkeit dieser Listen ist jedoch umstritten, da diese auch wettbewerbsverzerrenden Charakter haben. Häufiger sind jedoch Lerntherapeuten mit akademischer Qualifikation, beispielsweise Pädagogen, Psychologen oder Lehrer beauftragt. Der Nachweis einer darüber hinausgehenden, speziellen lerntherapeutischen Qualifikation ist nicht zwangsläufig erforderlich, einige Jugendämter verlangen ihn allerdings mit Bezug auf Richtlinien von einschlägigen Fachverbänden.
Eine Kostenübernahme einer Lerntherapie bei einem Lerntherapeuten wird u. U. nur bewilligt, wenn eine schulische Förderung oder Binnendifferenzierung bereits erfolgt ist und als nicht ausreichend bewertet wird. Ein entsprechender Bericht ist dem ärztlichen Gutachten und dem Antrag auf Kostenübernahme u. U. beizufügen.
Für die steuerliche Absetzbarkeit (bei Privatzahlern) muss eine amtsärztliche Untersuchung vor Beginn einer Therapie durchgeführt werden und ein Nachweis der medizinischen Notwendigkeit der Maßnahme erbracht werden. Einige Finanzämter verzichten auf diese strengen Voraussetzungen für die Absetzbarkeit.

## Flankierende schulische Maßnahmen
Zeitlich begrenzte Maßnahmen, die je nach Einzelfall differenziert von der Schule ergriffen werden, um eine außerschulische Förderung zu unterstützen, sind: Notenschutz bzw. pädagogische Benotung, Befreiung von Klassenarbeiten oder verlängerte Bearbeitungszeiten, Entlastung bei den Hausaufgaben sowie im Idealfall durch entsprechende Binnendifferenzierung Anpassung der Anforderungen im Unterricht an den individuellen Lernstand. Optimal wäre, wenn dabei die Erkenntnisse einer Lernstandsanalyse im Sinne einer individuellen Förderdiagnostik umgesetzt werden.
Für den Erfolg einer außerschulischen Förderung ist es oft mitentscheidend, dass Schüler nicht zugleich in der Schule mit Bewertungen (Noten, Lob und Tadel) belegt und auf ein rein ergebnisorientiertes Arbeiten (z. B. bei Dyskalkulie) verpflichtet werden, obwohl sie keine Verständnisgrundlagen für die geforderten Leistungen besitzen. In der Therapie soll gerade der Standpunkt des Verstehens verankert und in inhaltliche Lernfortschritte überführt werden. Um diesen Prozess einleiten zu können, sind Rücksichtnahmen durch die Schule in vielen Fällen erforderlich. Eine Lern- und Leistungspflicht mit Bewertungen, aber ohne Verständnisgrundlagen, führt dagegen meist zur Verschlimmerung der Lernstörung. Beobachtet werden auch psychoneurotische Sekundärfolgen und soziale Desintegration. Lerntherapeuten empfehlen hier, den gesetzlichen Rahmen so weit wie möglich auszuschöpfen. Die Therapeuten sollten sich beratend einschalten, wo gegenüber der Schule ein Beratungsbedarf besteht. Insgesamt ist die Umfeld-Arbeit, auch mit den Eltern und Bezugspersonen, ein bedeutender Teilbereich der Lerntherapie.
Fast alle Schulgesetze und speziell die Verordnungen für Förderungen von Schülern mit pädagogischem Förderbedarf enthalten Ansätze und Formulierungen, um flankierende Maßnahmen ergreifen zu können, wenn begründbare pädagogische Argumente dafür vorliegen.

## Qualifikation von Therapeuten
Qualifizierte Lerntherapeuten sollten umfassende Kenntnisse in ihrem Fachgebiet Legasthenie/Lese-Rechtschreibschwäche, Dyskalkulie/Rechenschwäche, AD(H)S und, besonders Fachwissenschaft, Fachdidaktik, Diagnostik und Beratungskompetenzen besitzen und auch nach ihrer Ausbildung regelmäßig an verschiedenen Fortbildungen bei qualifizierten Instituten und Universitäten teilnehmen. Hierzu gehört auch die Gewährleistung externer Supervision.
Die anzuwendenden notwendigen therapeutischen Methoden sind entsprechend einer individuellen Diagnose anzuwenden. Maßstab für Inhalt und Verlauf ist das Lernstörungsbild des jeweiligen Klienten. Ein guter Lerntherapeut erkennt, wenn weitere Hilfe von anderen Fachkräften erforderlich ist (Kinderarzt, Psychotherapeuten, Logopäden, Ergotherapeuten und andere) und zieht diese hinzu oder verweist dorthin.
Der Begriff „Lerntherapeut“ ist in Deutschland nicht gesetzlich geschützt. Qualifizierte Lerntherapeuten sind somit von vornherein gehalten, durch ihre Qualifikationsnachweise, ihre Argumente in der Sache, ihr Auftreten, ihre authentische Selbstdarstellung und ihre Arbeit zu zeigen, dass sie zielführend und erfolgreich arbeiten. Für die Klienten bzw. für die Eltern und Bezugspersonen besteht zugleich die permanente Anforderung, die Expertise der Lerntherapie zu prüfen.

## Professionalisierung und Akademisierung
Im deutschsprachigen Raum hat sich die Lerntherapie unterschiedlich entwickelt. In Österreich gibt es den Berufsverband Akademischer Legasthenie-Dyskalkulie-TherapeutInnen (BALDT) als Dachverband, in der Schweiz den Berufsverband der diplomierten Lerntherapeutinnen und Lerntherapeuten SVLT, in Deutschland sind es der Fachverband für integrative Lerntherapie FiL, der Dachverband Legasthenie Deutschland (DVLD) und der Bundesverband Legasthenie und Dyskalkulie. Insbesondere in Deutschland ist seit der Gründung des FiL (1989) auf Initiative von Helga Breuninger die Entwicklung zu einer integrativen Form auf der Basis evidenzbasierter Verfahren vorangetrieben worden. 
An der Universität Hamburg, Bereich Zentrum für Weiterbildung, an der Technischen Universität Chemnitz sowie am Zentrum für Wissenstransfer der PH Schwäbisch Gmünd existieren Studiengänge im Fach Lerntherapie.

## Belege
1. 1 2 3  Marianne Nolte: Einleitung. In: Dies. (Hrsg.): Integrative Lerntherapie – Grundlagen und Praxis. Einsatzmöglichkeiten bei Kindern mit Rechenschwächen und Lese-Rechtschreibschwächen, Klinkhardt, Bad Heilbrunn 2008, S. 7, ISBN 978-3-7815-1570-3.
2. ↑  Siehe Susanne Seyfried: Lerntherapeut finden – ich zeig dir wie. Abruf am 7. März 2021.
3. 1 2  Zu relevanten Kompetenzfeldern der Anbieter siehe Weiterbildungsordnung und Richtlinien zur Zertifizierung des Fachverbands für integrative Lerntherapie e. V. (Stand: 9. Mai 2015), S. 7 f.
4. ↑  Gerheid Scheerer-Neumann: Lese-Rechtschreib-Schwäche und Legasthenie. Grundlagen, Diagnostik und Förderung, Verlag W. Kohlhammer, Stuttgart 2015, S. 63, ISBN 978-3-17-020740-0.
5. ↑  Gerd Schulte-Körne: The prevention, diagnosis, and treatment of dyslexia. In: Deutsches Ärzteblatt international. Band 107, Nummer 41, Oktober 2010, S. 718–726, doi:10.3238/arztebl.2010.0718, PMID 21046003, PMC 2967798 (freier Volltext) (Review), hier S. 719.
6. ↑  Übersicht über die Anforderungen des Bundesverbands Legasthenie und Dyskalkulie. Siehe auch Punkt 6. Zugang zur Tätigkeit auf der Website des FiL Fachverbands für integrative Lerntherapie. Abruf am 7. März 2022.
7. ↑  Nina von Zimmermann, Peter Wachtel: Nachteilsausgleich aus pädagogischer Perspektive. In: Schulverwaltungsblatt für Niedersachsen 8/2013, S. 449–452.
8. ↑  Deutsche Gesellschaft für Kinder- und Jugendpsychiatrie und Psychotherapie (Hrsg.): Leitlinien zu Diagnostik und Therapie von psychischen Störungen im Säuglings-, Kindes- und Jugendalter. Deutscher Ärzte-Verlag, 2000, S. 221 (google.de).
9. ↑  Website und den Ersten österreichischen Dachverband Legasthenie (EÖDL).
10. ↑  Website des Dachverbands.
11. ↑  Website des Fachverbands.
12. ↑  Übersicht über den Studiengang Integrative Lerntherapie in Hamburg.
13. ↑  Masterstudiengang und Bachelorstudiengang in Chemnitz.
14. ↑  Bachelor Integrative Lerntherapie (B.A.) in Schwäbisch Gmünd.